# Sakura Taisen: New York NY
 (novembre 2012).
Si vous disposez d'ouvrages ou d'articles de référence ou si vous connaissez des sites web de qualité traitant du thème abordé ici, merci de compléter l'article en donnant les références utiles à sa vérifiabilité et en les liant à la section « Notes et références ».
Sakura Taisen: New York NY est une série télévisée d'animation japonaise de 6 épisodes de 25 minutes, créée par les studios AIC et diffusée sous forme d'OAV.

## Synopsis
Suite du Jeu Sakura Wars: So Long, My Love, l'histoire se déroule après le départ du capitaine Ratchet.

## Staff Technique
- Studio d'animation : AIC
- Production : Red Company, Sega
- Réalisation : Kimura Ryuichi
- Chara-design : Matsubara Hidenori
- Chara-design original : Fujishima Kôsuke
- Mecha-design : Akitaka Mika
- Auteur : Ōji Hiroi
- Musique : Tanaka Kôhei
- Script : Koyasu Hideaki
- Chara-design animation : Kitajima Nobuyuki
- Composition de la série : Akahori Satoru
- Couleurs : Ônishi Mineyo
- Directeur d'épisode : Hiraike Yoshimasa (ep. 2, 4), Kimura Ryuichi (ep. 1, 3, 5-6)
- Directeur de l'animation en chef : Kitajima Nobuyuki
- Directeur du son : Momose Keiichi
- Montage : Migiyama Shouta
- Storyboard : Akiyama Katsuhito (ep. 5), Hiraike Yoshimasa (ep. 2, 4), Kimura Ryuichi (ep. 1, 3, 6)

## Voix anglaise
- Ayaka Saito : Rikaritta Aries (Rosarita du Bélier)
- Hisayoshi Suganuma : Shinjirou Taiga
- Junko Minagawa : Sagiitta Weinberg (Cheiron Archer)
- Kaya Matsutani : Diana Caprice
- Mie Sonozaki : Subaru Kujou
- Sanae Kobayashi : Gemini Sunrise

## Épisodes
1. Mon amie et moi (Me and My Girlfriend, 一私と私のガールフレンド)
2. X. .. et la ville (X... and the City, X. .., そして都市に)
3. Dans la nuit claire et étoilée (In the Clear, Starry Night, 明確な、星空の夜に)
4. Mère, je veux chanter ! (Mother, I Want to Sing!, 母は、私が歌いたい！)
5. Le Paradis interdit (The Forbidden Paradise, 禁断の楽園)
6. Loin, au-delà de New York (Far Beyond New York, 遠くニューヨーク越えて)